# Phytomyza arnicae
Espèce
Phytomyza arnicae est une espèce d'insectes diptères de la famille des Agromyzidae. Cette espèce est associée à Arnica montana en Europe, et à Arnica alpina en Amérique du Nord. La larve, mineuse, creuse des galeries dans le limbe des feuilles. Cette espèce partage le nom français de Mineuse de l'arnica avec la chenille du lépidoptère Digitivalva arnicella.

## Description
La larve est un asticot blanc sans patte thoracique ou abdominal, ses mandibules sont munies de 2 dents. La pupe est noire, les appendices de la tête, les ailes et les pattes n'étant pas visibles de l'extérieur. L'imago est morphologiquement très proche des autres espèces de la famille Agromyzidae et seul l'examen de l'organe génital du mâle permet une identification certaine. Les imagos d'Amérique du Nord sont de taille plus importantes que leurs homologues européens.

## Écologie
Phytomyza arnicae est inféodée à Arnica montana, comme peuvent l'être également la mouche de l'arnica (Tephritis arnicae) spécialisée dans le capitule, le lépidoptère Digitivalva arnicella, dont la chenille est également mineuse des feuilles, et le diptère Melanagromyza arnicarum, spécialisé dans la tige. Elle a beaucoup plus rarement été répertoriée sur Arnica angustifolia ssp. alpina. Au Canada, elle est spécifique à Arnica alpina ssp. tomentosa.
Une fois l'œuf pondu par la femelle, la larve, habituellement seule, se développe sur la feuille. Elle forme une mine linéaire courte qui se termine en une grosse tache qui peut envahir entièrement la feuille. Une fois bien nourrie, elle tombe au sol et se transforme en pupe où elle hiberne jusqu'au printemps. Cette espèce semble univoltine.

## Distribution
Phytomyza arnicae est répandue en Europe continentale, dont la Suède, l'Autriche, la République tchèque, l'Allemagne, la Pologne et la Suisse, et absente de Grande-Bretagne.  Elle est également présente au Canada en Alberta.
L'arnica des montagnes est une espèce européenne en déclin sur l'ensemble du continent essentiellement à cause des changements de pratiques agricoles par apport d'engrais, chaulage et changement de type de bétail pour de l'ovin. Les espèces qui lui sont inféodées suivent logiquement un schéma identique. À ce titre, Digitivalva arnicella est classée en Norvège comme espèce «en danger» au sein de la Liste rouge nationale depuis 2010, il serait utile que cela soit également le cas pour Phytomyza arnicae.